# Мытник лапландский
Мы́тник лапла́ндский (лат. Pediculáris lappónica) — многолетнее травянистое растение семейства Заразиховые, вид рода Мытник (Pedicularis).
Полупаразит, встречающийся в тундровом поясе Евразии и Северной Америки.

## Ботаническое описание

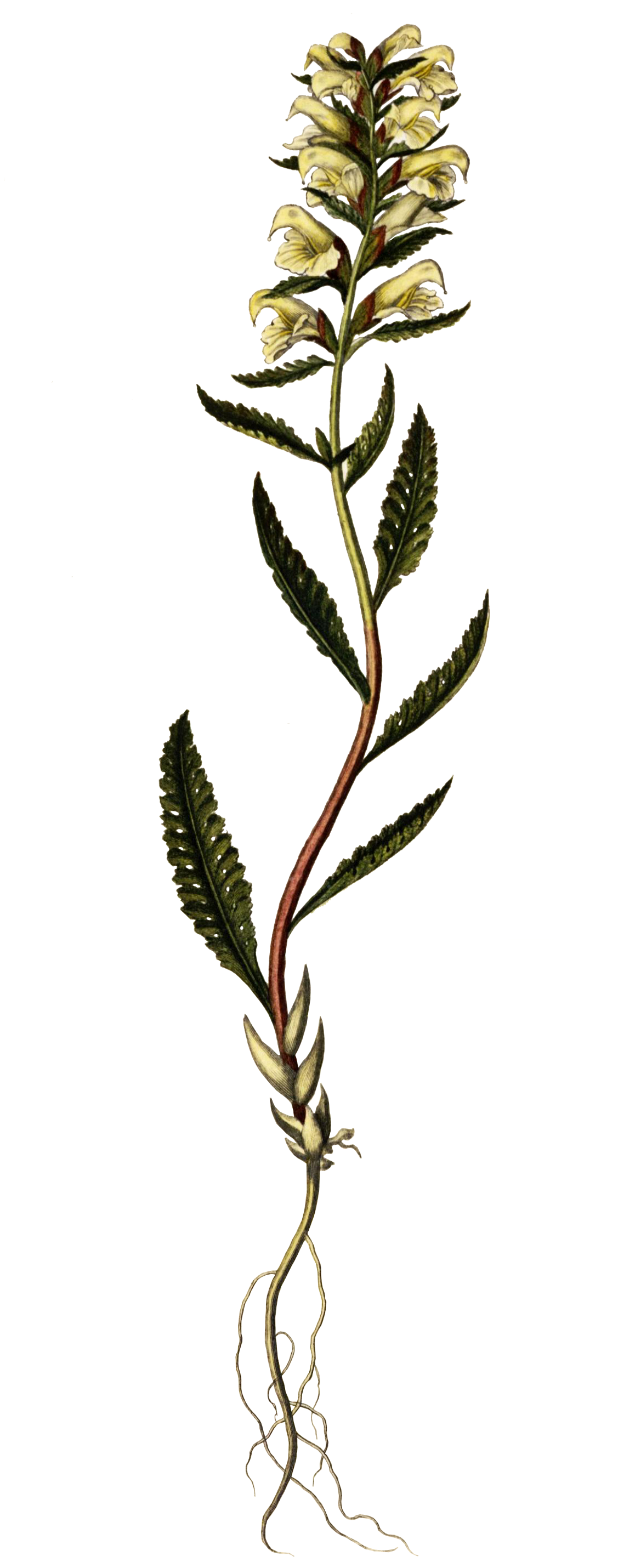
Ботаническая иллюстрация из Flora Danica

Многолетнее травянистое растение-полупаразит с тонким ползучим корневищем. Стебель 10—25 см высотой, одиночный (или стебли немногочисленные), прямостоячий, голый или слабо опушённый в верхней части, в верхней части облиственные.
Листья вегетативных побегов ланцетные, на длинных черешках, перисторассечённые на зубчатые доли. Нижние стеблевые листья редуцированы, средние на коротких черешках, перисторассечённые, лопасти их мелкозубчатые.
Цветки в верхушечных головчатых кистях, на коротких цветоножках, с лопастными, по краю зубчатыми прицветниками, нижними — длиннее цветков, средними и верхними — короче. Чашечка с 2—4 треугольными зубцами, по краю единожды или дважды зубчатыми. Венчик двугубый, 1,4—1,6 см длиной, бледно-желтый. Верхняя губа шлемовидная, с коротким прямым носиком, нижняя губа широкая, трёхлопастная, короче шлема.
Плоды — коробочки линейно-ланцетной или ланцетной формы, на конце длинно заострённые, 8—14 мм длиной.
Диплоидный набор хромосом — 2n = 16.

## Распространение
Широко распространённое в арктической и субарктической частях Евразии и Северной Америки растение, южнее заходящее только в горные районы Сибири и Дальнего Востока.

## Значение и применение
Хорошо поедается северным оленем (Rangifer tarandus) в летний период.

## Таксономия

### Синонимы
- Pedicularis euphrasioides Cham., 1831, nom. illeg.
- Pedicularis obliqua Adams, 1834